# Уитман, Сара Хелен
Сара Хелен Пауэр Уитман (англ. Sarah Helen Power Whitman; 19 января 1803 — 27 июня 1878) — американская поэтесса и эссеист, представитель трансцендентализма. Известна романтическими отношениями с американским писателем Эдгаром Алланом По.

## Биография
Сара Хелен Пауэр родилась в Провиденсе 19 января 1803 года (ровно за шесть лет до рождения По). В 1828 году вышла замуж за поэта и писателя Джона Уинслоу Уитмана, одного из редакторов бостонского журнала «Boston Spectator and Ladies' Album», что позволило Саре печатать там свои стихи под псевдонимом Хелен (англ. Helen). Джон умер в 1833 году, детей у пары не было.
Сара Уитман страдала от сердечной недостаточности, которую лечила путём вдыхания паров эфира через носовой платок.
Сара долгие годы дружила с Маргарет Фуллер и другими интеллектуалами Новой Англии. Она увлеклась трансцендентализмом после услышанной ею лекции Ральфа Эмерсона в Бостоне. Также её интересовали наука, месмеризм и оккультизм. Известно, что она проводила в своём доме спиритические сеансы с целью вхождения в контакт с мёртвыми.

### Отношения с Эдгаром По
Впервые Сара Хелен и Эдгар По встретились в июле 1845 года, когда ей было 42 года. По пришёл на лекцию к поэтессе Фрэнсис Осгуд, с которой его связывала дружба. Биограф Эдгара По, Ричард Бентон (англ. Richard P. Benton) в своей книге «Друзья и враги: женщины в жизни Эдгара Аллана По», утверждает, что поначалу По не захотел быть представленным Саре Уитман. Она же напротив, уже была поклонницей его литературного таланта. Своей подруге Мэри Хьюит она однажды написала:

«Никогда не забуду те чувства, с которыми я впервые прочла его рассказ… Я испытала такой ужас, что не смела ни взглянуть в сторону других написанных им рассказов, ни произнести его имени… Постепенно ужас стал сменяться очарованием — со смесью страха и пугающей жадности я пожирала каждую написанную им строчку»Оригинальный текст (англ.)I can never forget the impressions I felt in reading a story of his for the first time... I experienced a sensation of such intense horror that I dared neither look at anything he had written nor even utter his name... By degrees this terror took the character of fascination—I devoured with a half-reluctant and fearful avidity every line that fell from his pen— Сара Уитман

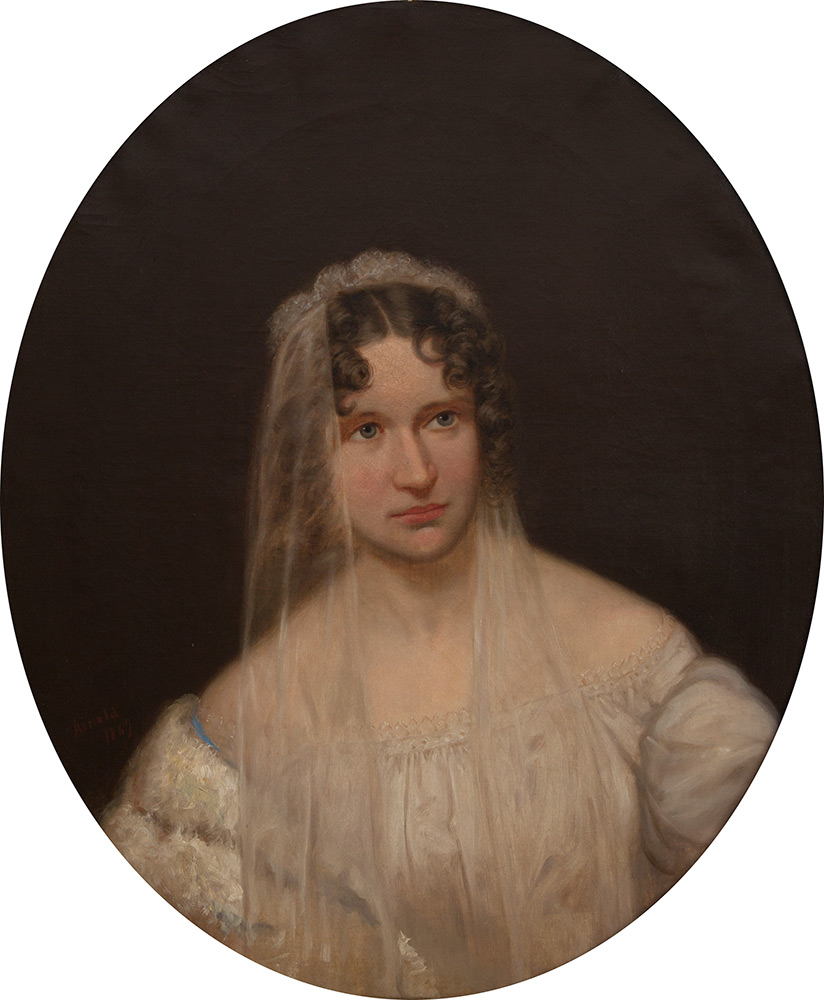
Портрет работы Джона Нельсона Арнольда (1869)

Приятельница Сары Энн Линч Ботта попросила её написать стихотворение к вечеринке по случаю Дня Св. Валентина в 1848 году. Такое стихотворение Сара Хелен написала, адресовав его Эдгару По, несмотря на то, что на вечере его не было. Услышав о стихотворении, По вернул посвящение, прислав ей ранее уже публиковавшееся стихотворение «К Елене». Позднее По посвятит ей новое стихотворение «К Елене», в котором опишет момент их первой встречи.
Именно на пути к Уитман, как считают биографа Эдгара По, он предпринял попытку самоубийства: перед посадкой на Бостонский поезд в Лоуэлле принял двойную дозу лауданума. Ко времени прибытия в Бостон По был уже очень болен и находился при смерти. Однако жизнь его была спасена. Они провели вместе четыре дня в Провиденсе. Несмотря на общность интересов в литературе, его очень волновало, что среди её друзей было много тех, кого он лично не уважал, в частности, Элизабет Эллет, Маргарет Фуллер, и других. Так, Эдгар По заявил ей:
У меня тяжело на сердце, Хелен, так как твои друзья мне таковыми не являютсяЭдгар По
Некоторое время они обменивались письмами и стихами. После лекции, которую По читал в декабре 1848 года в Провиденс, он сделал Саре Уитман предложение, продекламировав стихотворение Эдвард Кути Пинкни. Уитман дала согласие. По пообещал сохранять до свадьбы трезвость, однако через несколько дней клятву нарушил. Мать Сары Уитман утверждала, что По проявлял интерес ещё и к Энни Ричмонд и Саре Эльмире Ройстер, возлюбленной в юные годы. Тем не менее свадьбу не отменили, и в январе 1849 года газеты Нью-Лондона и других городов опубликовали сообщения о бракосочетании с пожеланиями новобрачным счастья. По другим данным, свадьба состоялась 25 декабря 1848 года, но многие критики говорят, что отношения Сары Хелен и Эдгара были разрушены анонимными письмами, которые получала Уитман ещё до свадьбы. В письмах к Саре По обвиняет в их размолвке мать Сары Хелен. Руфус Гризвольд, самый противоречивый из биографов Эдгара По, утверждал, что По целенаправленно разорвал помолвку с Сарой Уитман за день до свадьбы, напившись до такого состояния, что, по его словам, «пришлось вызывать полицию».

### Поздние годы
В 1853 году вышел сборник стихов Сары Хелен Уитман, «Hours of Life, and Other Poems». В 1860 году она опубликовала работу в защиту Эдгара По от нападок его критиков, особенно Гризвольда, под названием «Edgar Allan Poe and His Critics». Обозреватели газет назвали книгу «прекрасной попыткой, не смывающей, однако, неприглядных фактов, описанных в биографии Гризвольда». Считается, что именно эта книга Сары Хелен вдохновила Уильяма Дугласа О`Коннора на написание «The Good Gray Poet», аналогичного труда в защиту Уолта Уитмена (1866).

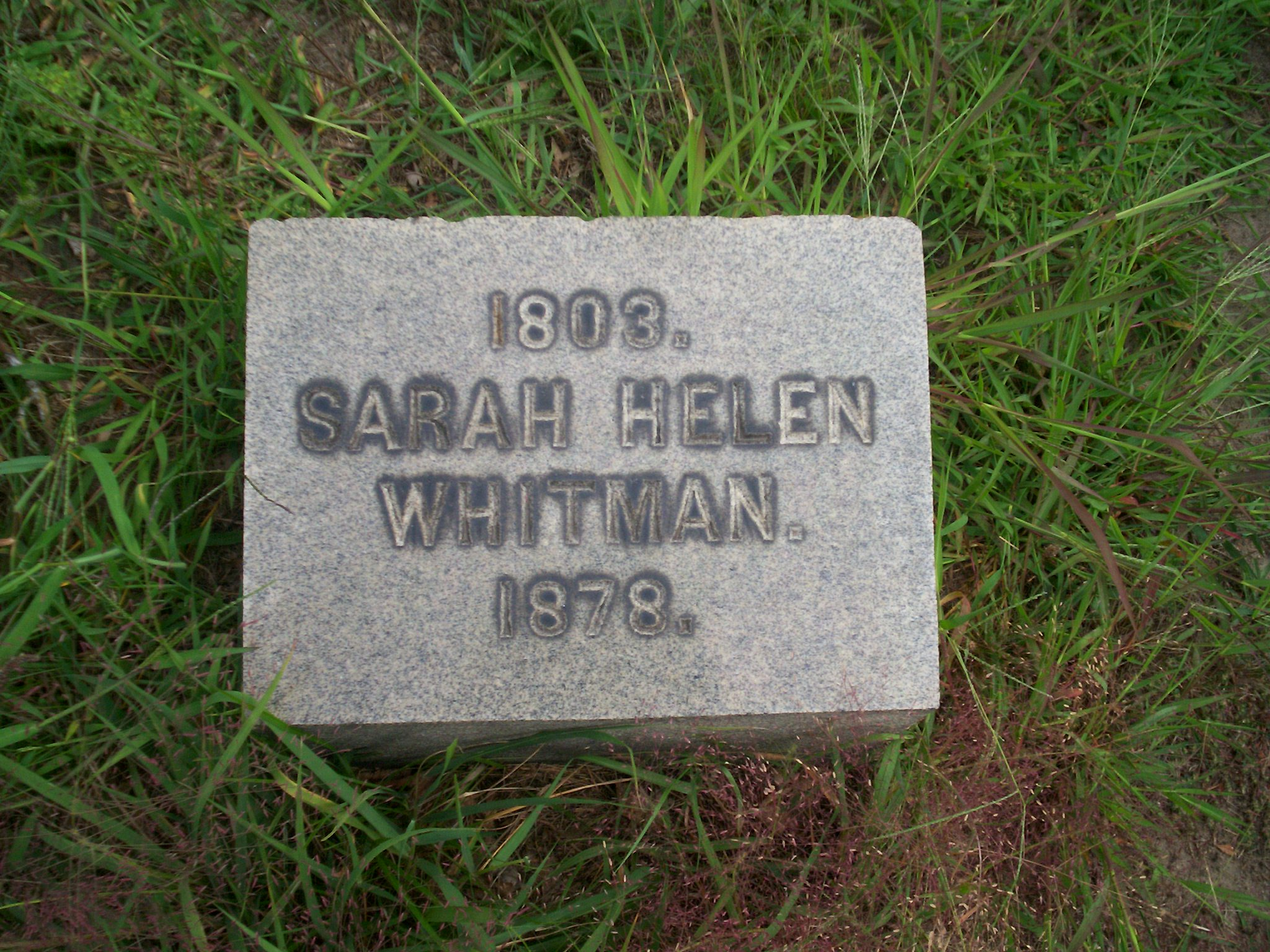
Могила Сары Хелен Уитман на кладбище North Burial Ground в Провиденс

Сара Хелен Уитман умерла в возрасте 75 лет в 1878 году в доме своих друзей в Провиденс. Большая часть её наследства пошла на публикацию сборника её стихов и стихов её сестры. Некоторые средства она завещала Обществу Провиденса в Защиту Цветных детей (англ. Providence Association for the Benefit of Colored Children), а также Организации против жестокого обращения с животными Род-Айленда.